# Malá Strana
Malá Strana (Mala četrt) ali uradno Menší Město pražské je okrožje mesta Praga, Češka, in ena njenih najbolj zgodovinskih četrti. Leži na levem bregu Vltave.
V srednjem veku je bila središče etničnih Nemcev (in od 16. stoletja tudi Italijanov), državljanov Prage. Tu stoji tudi veliko plemiških palač, medtem ko je desni breg mesta bolj meščanski in bolj češki.

## Ime
Ime Malá Strana izhaja iz lege na levem (zahodnem) bregu reke Vltave, je na pobočju tik pod praškim gradom, v nasprotju z večjimi predeli Prage na desnem bregu, s katerimi je povezana s Karlovim mostom.
Kraj so po letu 1257, ko je bil ustanovljen, najprej imenovali Novo mesto pod praškim gradom (češko Nové Město pod Pražským hradem). Ko je leta 1348 Karel IV. ustanovil Novo mesto Praga, se je kraj preimenoval v Malo mesto Praga (češko Menší Město pražské). V 17. stoletju se je za neuradno ime Mala četrt prvič uporabil izraz Malá Strana. 

## Zgodovina
Malá Strana je bila ustanovljena leta 1257 po odloku kralja Otokarja II. Kot kraljevo mesto (mesto, ki ga je ustanovil kralj) je dobil številne privilegije. Nastalo je z združenjem številnih naselij pod praškim gradom v eno upravno enoto. Prvotni prebivalci so bili izgnani,   v glavnem nemški obrtniki in trgovci pa so bili povabljeni, da se naselijo. Čeprav je bilo mesto kraljevo, kralj ni obvladoval mesta kot celote.
V drugi polovici 14. stoletja ji je bil po odloku kralja in svetega rimskega cesarja Karla IV., ki je zgradil nov obrambni zid, imenovan Zid lakote (češko Hladová zeď), podaljšan status.
Leta 1419–1420 so Malo Strano požgali Husiti. Leta 1541 je bilo mesto spet močno poškodovano zaradi požara. Umrlo je 50 ljudi. Po tem požaru je bilo mesto obnovljeno v renesančnem slogu in zgrajene so bile številne plemiške palače.
Trg, zdaj znan kot Malostranské náměstí, je bil središče mesta . Razdeljen je bil na zgornji in spodnji del s cerkvijo svetega Nikolaja v sredini.

## Arhitektura
Prevladuje baročna arhitektura, toda zgodovina okrožja sega daleč pred barok. Prevladala je, ko je bil slog uspešno vključen v mesto, potem ko so leta 1541 okrožje opustošili požari.

## Zanimivosti
- Najobsežnejša in nepozabna stavba baročne dobe je Wallensteinova palača. Albrecht von Wallenstein je bil vojaški general vojske cesarja Ferdinanda II., svetega rimskega cesarja. Po njegovem ukazu je bilo v osvobojenem mestu zgrajenih 26 novih hiš in starih vrat, obsežen palačni kompleks s petimi dvorišči in vrtom v obliki francoskega parka.
- Cerkve so najpogostejše in so zelo zanimive. Najboljša in najbolj znana je cerkev svetega Nikolaja. To je mojstrovina Christopha in Kiliana Ignaca Dientzenhoferja, očeta in sina. Najboljša slika v cerkvi je apoteoza svetega Nikolaja, zagovornika otrok, mornarjev in ribičev. Postavljena je v kupolo. Upodablja tudi poveličevanje Svete trojice.
- Slavni kip praškega malega Jezusa je v cerkvi Marije Viktorije. Predanost in cerkev sta pritegnili milijone katoličanov, zvestih Mali Strani.
- Leta 1989 je bilo veleposlaništvo Zahodne Nemčije v Pragi v palači Lobkowicz prizorišče drame, ki vključevala tisoče vzhodnonemških beguncev. Njihovi avtomobili so ostali zadaj v četrti.
- Slavni češki novelist Jan Neruda se je tu rodil, živel in pisal o Mali Strani. Po njem se imenuje ulica.
- Petrinski razgledni stolp (Petřínská rozhledna) je v Mali Strani.